# سرجیو بوفارینی
سرجیو بوفارینی (انگلیسی: Sergio Bufarini؛ زادهٔ ۲۰ سپتامبر ۱۹۶۳) بازیکن فوتبال اهل آرژانتین است.
از باشگاه‌هایی که در آن بازی کرده‌است می‌توان به باشگاه اتلتیکو ایندپندینته اشاره کرد.
وی همچنین در تیم ملی فوتبال Argentina U23 بازی کرده‌است.